# クリス・ミラー (政治学者)
クリストファー（クリス）・ミラー（Christopher Miller）は米国の政治学者。
技術・地政学、半導体、ソ連・ロシアの歴史・政治・経済・外交、冷戦史、国際外交史を専門とする。
タフツ大学フレッチャー法律外交大学院国際歴史学准教授。フィラデルフィアのシンクタンク外交政策研究所（FPRI）ユーラシア地域所長、ニューヨーク・ロンドンを拠点とするマクロ経済・地政学のコンサルタント会社グリーンマントルのディレクターでもある。
著書『Chip War: The Fight for the World's Most Critical Technology』（邦題：半導体戦争）で注目されるようになった。

## 経歴
2009年にハーバード大学で歴史学の学士、2011年イェール大学ニューヘイブン校で修士、2015年に同校で博士号を取得。
『Chip War』（邦題：半導体戦争）のほか、ロシアに関する3冊の著作『Putinomics: Power and Money in Resurgent Russia』（プーチノミクス：復活するロシアのパワーとマネー）、『We Shall Be Masters: Russia's Pivots to East Asia from Peter the Great to Putin」（We Shall Be Masters： ピョートル大帝からプーチンまでのロシアの東アジアへの関心）、「The Struggle to Save the Soviet Economy』（ミハイル・ゴルバチョフとソビエト連邦の崩壊）がある。
これまでに、イェール大学ブラディ・ジョンソン・プログラム（大戦略）副所長、モスクワの新経済学校講師、カーネギーモスクワセンター客員研究員、ブルッキングス研究所研究員、ジャーマン・マーシャル基金の大西洋横断アカデミーフェローを歴任。

## 著書・論文

### 著書
- "Chip War: The Fight for the World's Most Critical Technologyv,  Scribner,2022,ISBN 9781982172008
  - （邦訳）『半導体戦争 世界最重要テクノロジーをめぐる国家間の攻防』、千葉敏生 訳、ダイヤモンド社、2023年、ISBN 9784478115466
- "We Shall Be Masters: Russian Pivots to East Asia from Peter the Great to Putin" Harvard University Press,2021,ISBN 9780674916449
- "Putinomics: Power and Money in Resurgent Russia",Univ of North Carolina Pr,2018,ISBN 9781469640662
- "The Struggle to Save the Soviet Economy: Mikhail Gorbachev and the Collapse of the USSR (New Cold War History)" Univ of North Carolina Pr,2016,ISBN 9781469630175

### 論文
- “The Origins of World War II”. Orbis 66(2):  289-291. (2022). doi:10.1016/j.orbis.2022.02.014.
- “Archie Brown 'The Human Factor: Gorbachev, Reagan, and Thatcher, and the End of the Cold War'”. The Russian Review 80(1):  160. (2021).
- “Putin v. the People: The Perilous Politics of a Divided Russia”. Slavic Review 79(1):  163-170. (2020).
- “Russia's Crony Capitalism: The Path from Market Economy to Kleptocracy”. SLAVIC REVIEW 79(1):  163-170. (2020). ISSN 0037-6779.